# 다이득 (응우옌민찌)
다이득(베트남어: Đại Đức / 大德 대덕, 1595년 ~ 1597년 5월)은 베트남 후 레 왕조 때 봉기를 일으킨 응우옌민찌(베트남어: Nguyễn Minh Trí / 阮明智 완명지)가 사용한 연호이다.

## 개원 기록
- 《대월사기전서》(大越史記全書) 권17 본기속편2[1]

## 연대 대조표
| 다이득 | 서기 (西紀) | 간지 (干支) | 후 레 왕조 연호 | 막 왕조 연호     | 명나라 연호     |
| 원년   | 1595년      | 을미 (乙未) | 꽝흥(光興) 18년 | 끼엔통(乾統) 3년 | 만력(萬曆) 23년 |
| 2년    | 1596년      | 병신 (丙申) | 꽝흥 19년       | 끼엔통 4년       | 만력 24년       |
| 3년    | 1597년      | 정유 (丁酉) | 꽝흥 20년       | 끼엔통 5년       | 만력 25년       |